# Onthophagus fimetarius
Onthophagus fimetarius là một loài bọ cánh cứng trong họ Bọ hung (Scarabaeidae).